# Adeílson Pereira de Mello
Adeílson Pereira de Mello, meglio noto come Adeílson (Nova União, 7 ottobre 1985), è un ex calciatore brasiliano, di ruolo attaccante.